# Onthophagus seabrai
Onthophagus seabrai é uma espécie de inseto do género Onthophagus, família Scarabaeidae, ordem Coleoptera.
Foi descrita cientificamente por Gomes Alves em 1944.